# Esmé Wiegman-van Meppelen Scheppink
Emma Eleonora (Esmé) Wiegman-van Meppelen Scheppink (Haarlem, 24 juli 1975) is een Nederlandse zorgmanager en voormalig politica. Van 2007 tot 2012 was zij Tweede Kamerlid voor de ChristenUnie.

## Biografie

### Opleiding en werkzaamheden
Wiegman-van Meppelen Scheppink studeerde Nederlandse taal- en letterkunde. Na haar studie verrichtte zij naast haar moederschap op oproepbasis thuiswerk als bureauredacteur voor uitgevers en tijdschriften.

### Politieke carrière
In 1989 werd Wiegman lid van de jongerenorganisatie van de Reformatorische Politieke Federatie en organiseerde ze politieke jongerenbijeenkomsten. In het voorjaar van 1996 werd Wiegman voorzitter, maar na een paar maanden stapt zij alweer op vanwege onenigheid binnen het bestuur. In reactie daarop zette de Algemene Ledenvergadering het gehele bestuur af omdat zij niet als eenheid functioneerde. Daarna werd zij landelijk bestuurslid van de RPF en in 2002 werd zij voor diens opvolger de ChristenUnie tot gemeenteraadslid in haar woonplaats Zwolle gekozen.
In 2006 werd zij op de zevende plaats op de landelijke kieslijst van de ChristenUnie voor de Tweede Kamer gezet. Wiegman kwam aanvankelijk niet in de Tweede Kamer omdat haar partij zes zetels behaalde. Doordat André Rouvoet als eerstgeplaatste op de lijst een ministerspost in het kabinet-Balkenende IV innam, kwam ze per 1 maart 2007 alsnog in de Tweede Kamer. Zij hield haar maidenspeech op 14 maart 2007 bij het debat over de Europese Top. Voor de Provinciale Statenverkiezingen van maart 2007 was ze tevens lijstduwer voor Overijssel.
Bij de Kamerverkiezingen in 2010 stond ze op nummer drie van de CU-lijst en werd ze herkozen met ruim 10.500 stemmen. Ze was voor haar fractie woordvoerder op de terreinen zorg, jeugd, milieu en landbouw.
Wiegman werd op 5 juli 2012 door de Volkskrant genoemd als meest succesvol motie-indienend Kamerlid van de afgelopen zes jaar. Zij had 100 moties aangenomen weten te krijgen; haar partijgenoot Joël Voordewind stond op de tweede plaats met 95 aangenomen moties.

### Na de politiek
Na de Tweede Kamerverkiezingen van 12 september 2012 keerde Wiegman-van Meppelen Scheppink niet terug in de Tweede Kamer. Ze vond een vervolgbaan bij de Landelijke Huisartsen Vereniging (LHV) als regiomanager Noord (Friesland, Groningen, Drenthe, Zwolle/Flevoland). Op 1 februari 2014 werd zij directeur van de Nederlandse Patiëntenvereniging. Per 1 maart 2018 vertrekt zij daar om aan de slag te gaan als directeur van de Coöperatie Palliatieve Zorg Nederland. Vanaf 2020 was zij directeur van Valente, dat toen net ontstaan was uit de fusie tussen Federatie Opvang en RIBW Alliantie. In 2024 werd Wiegamn regiodirecteur bij Leger des Heils Noordoost. 

## Persoonlijk
Wiegman-van Meppelen Scheppink is getrouwd en heeft drie kinderen. Wiegman was lid van de Protestantse Kerk in Nederland tijdens haar Kamerlidmaatschap, maar ging later over naar de Vrije Evangelisatie Zwolle. Vanaf 2022 is zij lid van de Raad van Opzieners van deze gemeente. Gedurende deze periode ontspon zich een grote bestuurscrisis in de VEZ. Wiegman trad daarin op als woordvoerder en later voorzitter van de Raad.